# Ibsker Sogn
Ibsker Sogn 
ist eine Kirchspielsgemeinde (dän.: Sogn)
auf der dänischen Insel Bornholm. Bis 1970 gehörte sie zur Harde Bornholms Øster Herred im damaligen Bornholms Amt, danach mit dem Wegfall der Hardenstruktur zur Neksø Kommune im unveränderten Bornholms Amt, die wiederum zum Januar 2003 in der Bornholms Regionskommune aufgegangen ist. Die Regionskommune war zunächst – wie Kopenhagen und Frederiksberg – amtsfrei, also direkt dem Staat unterstellt, und wurde dann mit der Kommunalreform zum 1. Januar 2007 der Region Hovedstaden zugeordnet.
Im Kirchspiel leben 1005 Einwohner (Stand: 1. Januar 2023).

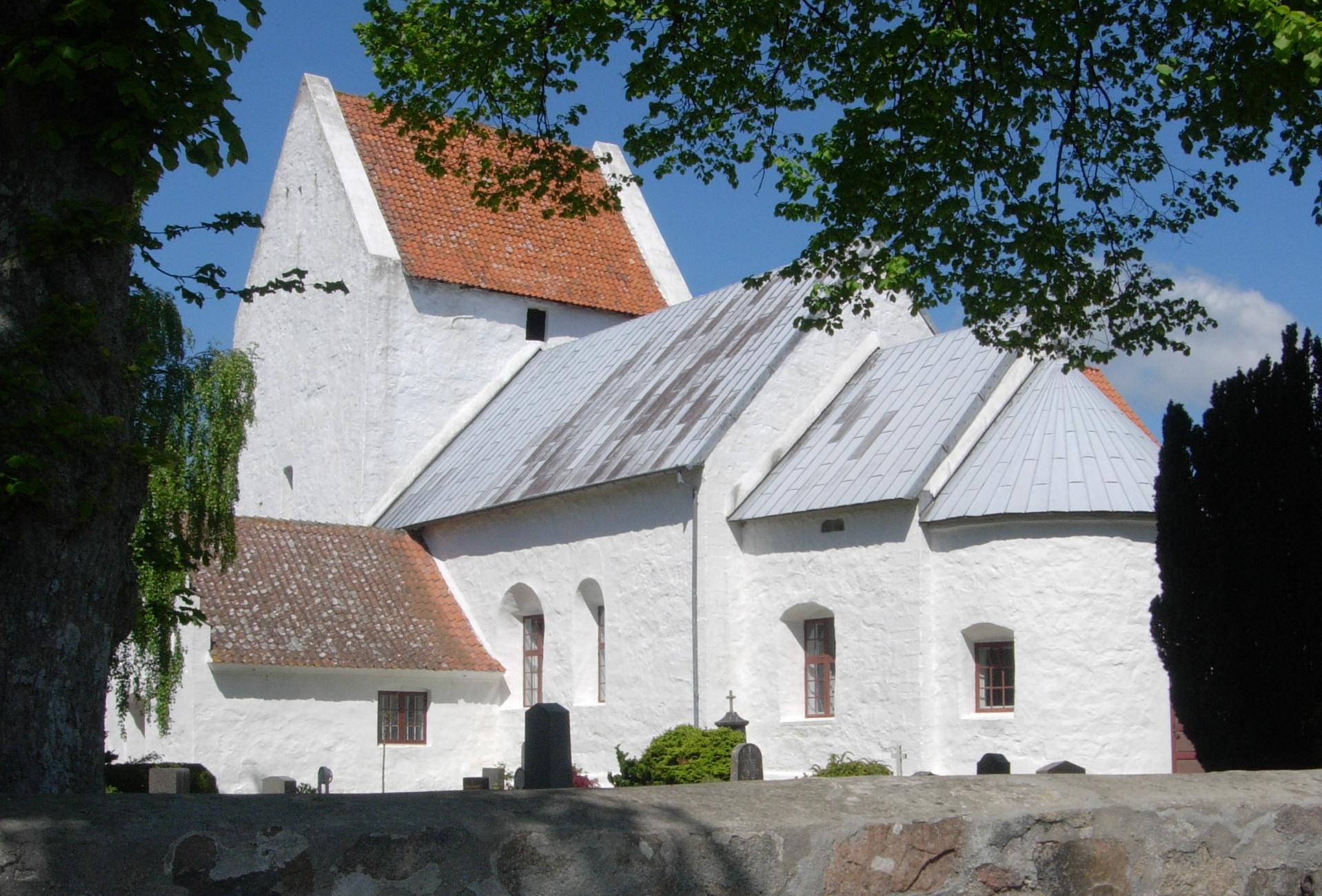
Sankt Ibs Kirke

Im Kirchspiel liegt die Kirche „Sankt Ibs Kirke“.
Nachbargemeinden sind im Westen Østermarie Sogn und der kleinere Teil des Poulsker Sogn, im Südwesten Bodilsker Sogn, im Süden Nexø Sogn und im Nordosten Svaneke Sogn.